# Бєлєнко Юрій Іванович
Бєлєнко Юрій Іванович (?, 01.08.1940 — 29.10.2007, Ізяслав) — радянський військовик, парашутист-випробувач, майстер спорту СРСР, одинадцятиразовий чемпіон світу з парашутного спорту.

## Життєпис
Учень Євгенія Андрєєва.
Відомий у зв'язку з випадком, що стався під час збору провідних парашутистів Радянської армії в 1964 році. Під час здійснення одиночного стрибка з висоти однієї тисячі метрів Юрію Бєлєнку не вдалося розкрити жоден з парашутів. Час вільного падіння до землі складав 22-23 секунди. За цей час колеги-парашутисти встигли розгорнути брезентову полу в яку приземлився Юрій Бєлєнко. 
Полковник, заступник командира 8-ї окремої бригади спеціального призначення з повітрянодесантної підготовки.   

Надмогильний пам'ятник.